# أليسا باومان
أليسا باومان (بالإنجليزية: Alyssa Baumann)‏ هي لاعبة جمباز فني أمريكية، ولدت في 17 مايو 1998 في دالاس في الولايات المتحدة.

## وصلات خارجية
- الموقع الرسمي
- أليسا باومان على موقع الاتحاد الدولي للجمباز (licence) (الإنجليزية)
- أليسا باومان على موقع الاتحاد الدولي للجمباز (biography) (الإنجليزية)
- أليسا باومان على موقع الاتحاد الأمريكي للجمباز (الإنجليزية)